# Donis Escober
Donis Escober (* 3. Februar 1981 in San Ignacio) ist ein ehemaliger honduranischer Fußballtorhüter. Der Nationalspieler stand seine gesamte Karriere bei CD Olimpia unter Vertrag.

## Karriere
Der Torhüter begann seine sportliche Laufbahn bei CD Olimpia, wo er schon früh einen Stammplatz bekam. Seine Leistungen bescherten ihm 2002 die Berufung in die Nationalmannschaft, wo er am 2. Mai 2002 gegen Japan debütierte. Escober gelang es jedoch nicht, an seine Erfolge auf Vereinsebene anzuknüpfen, wodurch sein Vereinskamerad Noel Valladares, mit dem er sich in der Liga zwischen den Pfosten abwechselt, in der Nationalelf den Vorzug bekam. Die Situation änderte sich beim CONCACAF Gold Cup 2009, wo ihm Nationaltrainer Reinaldo Rueda den Stammplatz anvertraute.
Escober wurde sowohl für die WM 2010, als auch die WM 2014 nominiert, war allerdings bei beiden Turnieren nur Ersatzmann hinter Valladares und kam zu keinem Einsatz.